# Primera División de México 1979-80
La temporada 1979-80 fue la edición XXXVIII del campeonato de liga de la Primera División en la denominada "época profesional" del fútbol mexicano; comenzó el 19 de septiembre de 1979 y finalizó el 13 de julio de 1980. La competencia contó con 20 equipos divididos en cuatro grupos de cinco clubes, los dos mejores de cada sector se clasificaron a la liguilla. Se repitió el formato de la liguilla, con una ronda de grupos, donde los ocho clubes mejor colocados en la fase de grupos de la primera ronda se repartieron en dos agrupaciones de cuatro conjuntos, siendo los de mejor puntaje los finalistas.
El partido final entre Cruz Azul y los Tigres de la UANL fue elogiado por su naturaleza cambiante y muchos medios afirmaron que fue la mejor final en la historia del fútbol mexicano, con una calidad y dramatismo superior a sus antecesoras y en las décadas siguientes, con lo cual se convirtió en uno de los campeonatos más recordados. El extremo Rodolfo Montoya fue la figura al marcar tres de los cuatro goles del equipo celeste en la serie (dos de tiro libre directo y uno en tiro libre indirecto) para el 4-3 global (0-1 en el Universitario y 3-3 en el Azteca).
Este campeonato significó la consagración del guardameta Miguel Marín, en lo que fue su última temporada completa como profesional, al levantar su quinto título de liga y ser nombrado el mejor jugador del torneo, siendo el primer cancerbero en obtener la máxima distinción. Por su parte, el conjunto liderado por Tomás Boy, quien tuvo el tanto del empate global en un mano a mano ante Marín en los instantes finales, realizó una de las modificaciones más controversiales que, bajo el reglamento de la época, no fue considerado prohibido; Raúl Ruiz (lesionado) fue colocado como portero y entró en su lugar Mateo Bravo, en tanto, Pilar Reyes fue mandado a la delantera y brindó la asistencia a Juan Manuel Azuara para el gol del empate a tres en el Azteca (polémico por estar en fuera de lugar).
Cruz Azul obtuvo el séptimo campeonato de su historia, revalidando el título logrado en la edición previa. No obstante, le tomaría diecisiete años para volver a conquistar nuevamente el torneo de liga. El conjunto felino retomaría el buen nivel y se consagraría campeón dos años más tarde ante el Atlante en el Azteca. En la otra cara de la moneda, el Atlas volvió a la categoría, sustituyendo como campeón de la Segunda División al descendido Veracruz, mientras que Jalisco descendió tras caer en la promoción ante la Unión de Curtidores con 4-3 global (2-1 en el Jalisco y 3-1 en la Martinica).

## Sistema de competencia
Los veinte participantes fueron divididos en cuatro grupos de cinco equipos cada uno; todos disputan la fase regular bajo un sistema de liga, es decir, todos contra todos a visita recíproca; con un criterio de puntuación que otorga dos unidades por victoria, una por empate y cero por derrota. Los criterios de desempate para definir todas las posiciones serían la diferencia de goles entre tantos anotados y los recibidos, después se consideraría el gol average o promedio de goles y finalmente la cantidad de goles anotados.
Clasifican a la disputa de la fase final por el título, el primer y segundo lugar de cada grupo (sin importar su ubicación en la tabla general). Los ocho equipos clasificados son ubicados en dos grupos de cuatro equipos cada uno, se enfrentan en duelos a visita recíproca contra los integrantes de su sector, clasificando a la final los líderes de cada grupo. Los criterios de desempate para la fase grupal de la liguilla fueron los mismos que los de la fase regular. La definición de serie final tomaría como criterio el marcador global al final de los dos partidos. De haber empate en este, se alargaría el juego de vuelta a la disputa de dos tiempos extras de 15 minutos cada uno, y posteriormente tiros desde el punto penal, hasta que se produjera un ganador. 
En la liguilla por el no descenso, se enfrentarían los dos últimos lugares de la tabla general, únicamente si existiera una diferencia de tres puntos o menos entre los involucrados, de lo contrario el club con menos puntos descendería automáticamente a segunda división.

## Equipos participantes

### Ascensos y descensos
| Pos | Ascendido de la Segunda División 1978-79 |
| --- | ---------------------------------------- |
| 1º  | Atlas                                    |

| Pos | Descendido en la Primera División 1978-79 |
| --- | ----------------------------------------- |
| 20° | Veracruz                                  |

### Equipos por entidad federativa
En la temporada 1979-1980 jugaron 20 equipos que se distribuían de la siguiente forma:
| Monterrey UANL Tampico A. Potosino U de G Atlas Jalisco Guadalajara UAG León U. Curtidores A. Español Puebla Neza Zacatepec Toluca América Cruz Azul Atlante UNAM | \| Entidad Federativa \| N.º \| Equipos \| \| ------------------ \| --- \| ---------------------------------------------------- \| \| Distrito Federal \| 5 \| América, Cruz Azul, Atlante, UNAM y Atlético Español \| \| Jalisco \| 5 \| Atlas, Jalisco, UAG, U de G y Guadalajara \| \| Guanajuato \| 2 \| León y Unión de Curtidores \| \| Nuevo León \| 2 \| Monterrey y UANL \| \| Estado de México \| 2 \| Toluca y Neza \| \| San Luis Potosí \| 1 \| Atlético Potosino \| \| Tamaulipas \| 1 \| Tampico \| \| Puebla \| 1 \| Puebla \| \| Morelos \| 1 \| Zacatepec \| |                                                      |
| Entidad Federativa | N.º | Equipos                                              |
| Distrito Federal | 5 | América, Cruz Azul, Atlante, UNAM y Atlético Español |
| Jalisco | 5 | Atlas, Jalisco, UAG, U de G y Guadalajara            |
| Guanajuato | 2 | León y Unión de Curtidores                           |
| Nuevo León | 2 | Monterrey y UANL                                     |
| Estado de México | 2 | Toluca y Neza                                        |
| San Luis Potosí | 1 | Atlético Potosino                                    |
| Tamaulipas | 1 | Tampico                                              |
| Puebla | 1 | Puebla                                               |
| Morelos | 1 | Zacatepec                                            |

### Información de los equipos
| Equipo                     | Ciudad                    | Estadio                | Capacidad |
| -------------------------- | ------------------------- | ---------------------- | --------- |
| América                    | México, D. F.             | Azteca                 | 110,000   |
| Atlante                    | México, D. F.             | Azteca                 | 110,000   |
| Atlas                      | Guadalajara, Jalisco      | Jalisco                | 56,000    |
| Atlético Español           | México, D. F.             | Azteca                 | 110,000   |
| Atlético Potosino          | San Luis Potosí, S.L.P.   | Plan de San Luis       | 20,000    |
| Cruz Azul                  | México, D. F.             | Azteca                 | 110,000   |
| Guadalajara                | Guadalajara, Jalisco      | Jalisco                | 56,000    |
| Jalisco                    | Guadalajara, Jalisco      | Jalisco                | 56,000    |
| León                       | León, Guanajuato          | León                   | 30,000    |
| Monterrey                  | Monterrey, Nuevo León     | Universitario          | 44,000    |
| Neza                       | Texcoco, Estado de México | Municipal de Texcoco   | 5,000     |
| Puebla                     | Puebla, Puebla            | Cuauhtémoc             | 36,000    |
| Tampico                    | Tampico, Tamaulipas       | Tamaulipas             | 19,500    |
| Tecos UAG                  | Zapopan, Jalisco          | Tres de Marzo          | 25,000    |
| Tigres UANL                | Monterrey, Nuevo León     | Universitario          | 44,000    |
| Toluca                     | Toluca, Estado de México  | Toluca 70              | 27,000    |
| Unión de Curtidores        | León, Guanajuato          | La Martinica           | 11,000    |
| Universidad de Guadalajara | Guadalajara, Jalisco      | Jalisco                | 56,000    |
| Pumas UNAM                 | México, D. F.             | Olímpico Universitario | 66,000    |
| Zacatepec                  | Zacatepec, Morelos        | Agustín Coruco Díaz    | 18,000    |

## Tabla general
| Pos. | Equipo              | Pts. | PJ | G  | E  | P  | GF | GC | Dif. | Clasificación               |
| ---- | ------------------- | ---- | -- | -- | -- | -- | -- | -- | ---- | --------------------------- |
| 1    | América             | 57   | 38 | 23 | 11 | 4  | 71 | 37 | +34  | Cuadrangular de la liguilla |
| 2    | Cruz Azul (C)       | 55   | 38 | 20 | 15 | 3  | 67 | 34 | +33  | Cuadrangular de la liguilla |
| 3    | Atlante             | 49   | 38 | 20 | 9  | 9  | 70 | 40 | +30  | Cuadrangular de la liguilla |
| 4    | Pumas UNAM          | 46   | 38 | 17 | 12 | 9  | 68 | 55 | +13  | Cuadrangular de la liguilla |
| 5    | Zacatepec           | 44   | 38 | 16 | 12 | 10 | 72 | 52 | +20  | Cuadrangular de la liguilla |
| 6    | Neza                | 44   | 38 | 12 | 20 | 6  | 53 | 38 | +15  | Cuadrangular de la liguilla |
| 7    | Tampico             | 41   | 38 | 15 | 11 | 12 | 61 | 54 | +7   | Cuadrangular de la liguilla |
| 8    | Tigres UANL         | 40   | 38 | 14 | 12 | 12 | 62 | 64 | −2   | Cuadrangular de la liguilla |
| 9    | Toluca              | 39   | 38 | 14 | 11 | 13 | 44 | 45 | −1   |                             |
| 10   | Guadalajara         | 38   | 38 | 11 | 16 | 11 | 45 | 41 | +4   |                             |
| 11   | Tecos UAG           | 36   | 38 | 11 | 14 | 13 | 51 | 61 | −10  |                             |
| 12   | Monterrey           | 34   | 38 | 9  | 16 | 13 | 40 | 50 | −10  |                             |
| 13   | Puebla              | 33   | 38 | 11 | 11 | 16 | 56 | 62 | −6   |                             |
| 14   | U de G              | 31   | 38 | 9  | 13 | 16 | 41 | 56 | −15  |                             |
| 15   | Atlético Español    | 30   | 38 | 11 | 8  | 19 | 37 | 56 | −19  |                             |
| 16   | Atlético Potosino   | 29   | 38 | 8  | 13 | 17 | 34 | 52 | −18  |                             |
| 17   | León                | 29   | 38 | 9  | 11 | 18 | 41 | 60 | −19  |                             |
| 18   | Atlas               | 29   | 38 | 9  | 11 | 18 | 47 | 70 | −23  |                             |
| 19   | Unión de Curtidores | 28   | 38 | 10 | 8  | 20 | 39 | 53 | −14  | Liguilla por el no descenso |
| 20   | Jalisco (D)         | 28   | 38 | 8  | 12 | 18 | 46 | 65 | −19  | Liguilla por el no descenso |

 Fuente: RSSSF

### Grupos

#### Grupo 1
| Pos. | Equipo        | Pts. | PJ | G  | E  | P  | GF | GC | Dif. | Clasificación               |
| ---- | ------------- | ---- | -- | -- | -- | -- | -- | -- | ---- | --------------------------- |
| 1    | Cruz Azul (C) | 55   | 38 | 20 | 15 | 3  | 67 | 34 | +33  | Cuadrangular de la liguilla |
| 2    | Atlante       | 49   | 38 | 20 | 9  | 9  | 70 | 40 | +30  | Cuadrangular de la liguilla |
| 3    | Monterrey     | 34   | 38 | 9  | 16 | 13 | 40 | 50 | −10  |                             |
| 4    | Puebla        | 33   | 38 | 11 | 11 | 16 | 56 | 62 | −6   |                             |
| 5    | Jalisco (D)   | 28   | 38 | 8  | 12 | 18 | 46 | 65 | −19  | Liguilla por el no descenso |

 Fuente: RSSSF

#### Grupo 2
| Pos. | Equipo              | Pts. | PJ | G  | E  | P  | GF | GC | Dif. | Clasificación               |
| ---- | ------------------- | ---- | -- | -- | -- | -- | -- | -- | ---- | --------------------------- |
| 1    | Pumas UNAM          | 46   | 38 | 17 | 12 | 9  | 68 | 55 | +13  | Cuadrangular de la liguilla |
| 2    | Tampico             | 41   | 38 | 15 | 11 | 12 | 61 | 54 | +7   | Cuadrangular de la liguilla |
| 3    | Guadalajara         | 38   | 38 | 11 | 16 | 11 | 45 | 41 | +4   |                             |
| 4    | Atlético Potosino   | 29   | 38 | 8  | 13 | 17 | 34 | 52 | −18  |                             |
| 5    | Unión de Curtidores | 28   | 38 | 10 | 8  | 20 | 39 | 53 | −14  | Liguilla por el no descenso |

 Fuente: RSSSF

#### Grupo 3
| Pos. | Equipo  | Pts. | PJ | G  | E  | P  | GF | GC | Dif. | Clasificación               |
| ---- | ------- | ---- | -- | -- | -- | -- | -- | -- | ---- | --------------------------- |
| 1    | América | 57   | 38 | 23 | 11 | 4  | 71 | 37 | +34  | Cuadrangular de la liguilla |
| 2    | Neza    | 44   | 38 | 12 | 20 | 6  | 53 | 38 | +15  | Cuadrangular de la liguilla |
| 3    | Toluca  | 39   | 38 | 14 | 11 | 13 | 44 | 45 | −1   |                             |
| 4    | U de G  | 31   | 38 | 9  | 13 | 16 | 41 | 56 | −15  |                             |
| 5    | León    | 29   | 38 | 9  | 11 | 18 | 41 | 60 | −19  |                             |

 Fuente: RSSSF

#### Grupo 4
| Pos. | Equipo           | Pts. | PJ | G  | E  | P  | GF | GC | Dif. | Clasificación               |
| ---- | ---------------- | ---- | -- | -- | -- | -- | -- | -- | ---- | --------------------------- |
| 1    | Zacatepec        | 44   | 38 | 16 | 12 | 10 | 72 | 52 | +20  | Cuadrangular de la liguilla |
| 2    | Tigres UANL      | 40   | 38 | 14 | 12 | 12 | 62 | 64 | −2   | Cuadrangular de la liguilla |
| 3    | Tecos UAG        | 36   | 38 | 11 | 14 | 13 | 51 | 61 | −10  |                             |
| 4    | Atlético Español | 30   | 38 | 11 | 8  | 19 | 37 | 56 | −19  |                             |
| 5    | Atlas            | 29   | 38 | 9  | 11 | 18 | 47 | 70 | −23  |                             |

 Fuente: RSSSF

## Resultados
| Local \ Visitante   | AME | ATT | ATS | AES | APO | CAZ | GDL | JAL | LEO | MTY | NEZ | PUE | TAM | TOL | UDC | UAG | UNL | UDG | UNM | ZAC |
| ------------------- | --- | --- | --- | --- | --- | --- | --- | --- | --- | --- | --- | --- | --- | --- | --- | --- | --- | --- | --- | --- |
| América             | —   | 1–1 | 5–0 | 1–0 | 2–0 | 1–1 | 3–1 | 3–1 | 2–1 | 4–1 | 1–1 | 4–1 | 1–0 | 3–1 | 1–0 | 1–1 | 2–0 | 2–1 | 0–2 | 2–1 |
| Atlante             | 1–0 | —   | 2–2 | 4–1 | 2–2 | 1–2 | 3–2 | 2–1 | 3–0 | 1–0 | 0–1 | 3–0 | 3–1 | 3–2 | 3–1 | 2–0 | 1–2 | 0–1 | 2–3 | 3–2 |
| Atlas               | 1–2 | 0–2 | —   | 0–1 | 0–0 | 1–1 | 0–4 | 0–1 | 3–2 | 1–2 | 1–3 | 2–1 | 5–3 | 0–0 | 3–0 | 1–0 | 1–3 | 2–1 | 4–2 | 1–2 |
| Atlético Español    | 0–1 | 0–3 | 1–2 | —   | 2–1 | 1–2 | 0–0 | 1–1 | 0–2 | 1–1 | 0–3 | 1–2 | 1–1 | 0–3 | 3–1 | 1–0 | 2–0 | 4–0 | 2–3 | 1–2 |
| Atlético Potosino   | 0–0 | 0–0 | 3–0 | 1–0 | —   | 1–2 | 2–1 | 0–1 | 2–4 | 0–0 | 0–1 | 0–2 | 1–0 | 1–1 | 1–1 | 1–0 | 2–1 | 0–0 | 0–1 | 2–3 |
| Cruz Azul           | 2–0 | 2–1 | 3–2 | 5–1 | 1–0 | —   | 0–0 | 1–0 | 2–1 | 1–1 | 0–0 | 1–1 | 1–1 | 1–0 | 2–2 | 0–0 | 1–1 | 1–1 | 0–0 | 4–1 |
| Guadalajara         | 1–1 | 1–1 | 0–0 | 0–0 | 2–3 | 1–2 | —   | 3–2 | 1–1 | 0–1 | 0–0 | 1–1 | 0–0 | 2–1 | 0–2 | 1–0 | 4–1 | 2–0 | 1–1 | 2–0 |
| Jalisco             | 0–1 | 0–1 | 1–1 | 0–1 | 0–0 | 0–3 | 2–1 | —   | 0–0 | 2–1 | 1–1 | 1–1 | 0–1 | 1–0 | 2–0 | 3–0 | 2–4 | 5–2 | 2–2 | 1–2 |
| León                | 2–2 | 1–0 | 3–2 | 1–2 | 1–2 | 1–6 | 0–0 | 3–2 | —   | 1–1 | 0–0 | 0–4 | 1–1 | 1–1 | 0–1 | 0–0 | 3–0 | 1–2 | 1–3 | 1–1 |
| Monterrey           | 2–1 | 2–4 | 2–1 | 2–0 | 1–1 | 2–1 | 2–3 | 0–0 | 0–0 | —   | 1–1 | 2–0 | 0–1 | 1–0 | 1–1 | 2–0 | 1–1 | 2–2 | 1–1 | 1–3 |
| Neza                | 1–2 | 1–1 | 2–2 | 2–2 | 5–1 | 1–1 | 0–1 | 2–2 | 2–1 | 0–0 | —   | 1–1 | 2–0 | 3–0 | 2–2 | 0–0 | 5–3 | 3–1 | 1–1 | 3–0 |
| Puebla              | 3–3 | 2–3 | 1–1 | 0–1 | 2–0 | 1–4 | 0–0 | 5–2 | 2–1 | 5–2 | 0–0 | —   | 2–1 | 0–1 | 4–5 | 0–0 | 0–2 | 1–0 | 1–1 | 2–1 |
| Tampico             | 1–3 | 0–0 | 2–0 | 2–0 | 2–0 | 1–1 | 0–2 | 7–5 | 3–1 | 2–2 | 4–1 | 4–2 | —   | 2–1 | 2–1 | 2–0 | 3–1 | 2–1 | 3–1 | 1–1 |
| Toluca              | 1–3 | 1–0 | 2–2 | 2–2 | 2–1 | 0–3 | 3–1 | 2–1 | 2–0 | 2–0 | 0–0 | 3–4 | 2–2 | —   | 3–1 | 2–0 | 3–3 | 4–3 | 2–1 | 1–0 |
| Unión de Curtidores | 0–1 | 1–1 | 1–2 | 0–2 | 3–0 | 1–0 | 0–3 | 4–0 | 1–0 | 1–1 | 0–1 | 2–1 | 2–2 | 4–1 | —   | 0–1 | 3–1 | 0–1 | 1–0 | 3–3 |
| Tecos UAG           | 2–2 | 1–1 | 2–2 | 0–0 | 1–1 | 1–2 | 4–1 | 1–0 | 0–1 | 1–1 | 1–0 | 1–1 | 3–2 | 0–0 | 2–0 | —   | 1–1 | 1–0 | 4–1 | 1–0 |
| Tigres UANL         | 1–3 | 0–7 | 4–0 | 2–0 | 1–1 | 4–2 | 1–1 | 1–1 | 2–0 | 2–1 | 3–0 | 2–1 | 0–0 | 2–0 | 5–2 | 1–3 | —   | 1–1 | 3–1 | 1–1 |
| U. de G.            | 2–2 | 0–2 | 1–1 | 0–2 | 1–0 | 1–1 | 3–1 | 1–1 | 1–2 | 1–0 | 1–1 | 3–1 | 2–1 | 0–1 | 3–0 | 1–1 | 0–0 | —   | 2–3 | 0–0 |
| Pumas UNAM          | 2–4 | 4–1 | 3–1 | 2–1 | 2–2 | 1–3 | 1–1 | 2–2 | 0–1 | 2–0 | 2–1 | 1–0 | 2–0 | 2–0 | 5–2 | 1–0 | 3–0 | 1–1 | —   | 1–1 |
| Zacatepec           | 1–1 | 0–2 | 2–0 | 2–0 | 4–2 | 1–2 | 0–0 | 5–0 | 4–2 | 2–0 | 2–2 | 2–1 | 3–1 | 5–0 | 1–1 | 2–1 | 2–2 | 4–0 | 4–4 | —   |

## Goleo individual
Con 30 goles en la temporada regular, Evanivaldo Castro Cabinho, delantero del Atlante, consigue coronarse por quinta ocasión consecutiva como campeón de goleo.
|     | Jugador            | Club        | Goles |
| --- | ------------------ | ----------- | ----- |
| 1.  | Cabinho            | Atlante     | 30    |
| 2.  | Hugo Sánchez       | Pumas UNAM  | 29    |
| 3.  | Osvaldo Castro     | Neza        | 24    |
| 4.  | Juan Manuel Azuara | Tigres UANL | 24    |
| 5.  | Hugo Kiese         | Tecos UAG   | 24    |
| 6.  | Hebert Revetria    | Tampico     | 22    |
| 7.  | Mario Hernández    | Zacatepec   | 21    |
| 8.  | Oswaldo Faria      | América     | 20    |
| 9.  | Silvio Fogel       | Puebla      | 20    |
| 10. | Ricardo Castro     | Zacatepec   | 17    |

## Liguilla

#### Grupo A
| Pos. | Equipo      | Pts. | PJ | G | E | P | GF | GC | Dif. | Clasificación     |
| ---- | ----------- | ---- | -- | - | - | - | -- | -- | ---- | ----------------- |
| 1    | Tigres UANL | 7    | 6  | 2 | 3 | 1 | 9  | 6  | +3   | Acceso a la final |
| 2    | América     | 6    | 6  | 2 | 2 | 2 | 6  | 5  | +1   |                   |
| 3    | Pumas UNAM  | 6    | 6  | 1 | 4 | 1 | 3  | 3  | 0    |                   |
| 4    | Zacatepec   | 5    | 6  | 1 | 3 | 2 | 5  | 9  | −4   |                   |

 Fuente: RSSSF
Resultados
| Local       | Marcador | Visitante   | Estadio                | Fecha       |
| ----------- | -------- | ----------- | ---------------------- | ----------- |
| América     | 1 - 2    | Tigres UANL | Azteca                 | 19 de junio |
| Pumas UNAM  | 0 - 0    | Zacatepec   | Olímpico Universitario | 19 de junio |
| América     | 2 - 0    | Zacatepec   | Azteca                 | 22 de junio |
| Tigres UANL | 0 - 1    | Pumas UNAM  | Universitario          | 22 de junio |
| Zacatepec   | 1 - 1    | Tigres UANL | Agustín Coruco Díaz    | 26 de junio |
| Pumas UNAM  | 0 - 1    | América     | Olímpico Universitario | 26 de junio |
| Tigres UANL | 0 - 0    | América     | Universitario          | 29 de junio |
| Zacatepec   | 0 - 0    | Pumas UNAM  | Agustín Coruco Díaz    | 29 de junio |
| Zacatepec   | 3 - 2    | América     | Agustín Coruco Díaz    | 2 de julio  |
| Pumas UNAM  | 2 - 2    | Tigres UANL | Olímpico Universitario | 3 de julio  |
| América     | 0 - 0    | Pumas UNAM  | Azteca                 | 6 de julio  |
| Tigres UANL | 4 - 1    | Zacatepec   | Universitario          | 6 de julio  |

#### Grupo B
| Pos. | Equipo    | Pts. | PJ | G | E | P | GF | GC | Dif. | Clasificación     |
| ---- | --------- | ---- | -- | - | - | - | -- | -- | ---- | ----------------- |
| 1    | Cruz Azul | 8    | 6  | 4 | 0 | 2 | 8  | 6  | +2   | Acceso a la final |
| 2    | Atlante   | 6    | 6  | 2 | 2 | 2 | 12 | 10 | +2   |                   |
| 3    | Neza      | 6    | 6  | 2 | 2 | 2 | 5  | 5  | 0    |                   |
| 4    | Tampico   | 4    | 6  | 1 | 2 | 3 | 6  | 10 | −4   |                   |

 Fuente: RSSSF
Resultados
| Local     | Marcador | Visitante | Estadio              | Fecha       |
| --------- | -------- | --------- | -------------------- | ----------- |
| Tampico   | 0 - 1    | Cruz Azul | Tamaulipas           | 24 de junio |
| Neza      | 1 - 0    | Atlante   | Municipal de Texcoco |             |
| Cruz Azul | 4 - 2    | Atlante   | Azteca               | 28 de junio |
| Neza      | 1 - 1    | Tampico   | Municipal de Texcoco | 28 de junio |
| Neza      | 0 - 1    | Cruz Azul | Municipal de Texcoco | 30 de junio |
| Atlante   | 5 - 2    | Tampico   | Azteca               | 30 de junio |
| Cruz Azul | 0 - 1    | Tampico   | Azteca               | 2 de julio  |
| Atlante   | 1 - 1    | Neza      | Azteca               | 2 de julio  |
| Tampico   | 1 - 1    | Atlante   | Tamaulipas           | 4 de julio  |
| Cruz Azul | 1 - 0    | Neza      | Azteca               | 4 de julio  |
| Atlante   | 3 - 1    | Cruz Azul | Azteca               | 6 de julio  |
| Tampico   | 1 - 2    | Neza      | Tamaulipas           | 6 de julio  |

#### Descenso
| 21 de junio de 1980 | Jalisco                | 2:1 (0:0) | Unión de Curtidores | Estadio Jalisco, Guadalajara     |                                  |
|                     | Nájera 49' · Rivas 50' |           | Goncálves 90'       | Árbitro(s): Marcel Pérez Guevara | Árbitro(s): Marcel Pérez Guevara |

| 28 de junio de 1980                                  | Unión de Curtidores               | 3:1 (0:0) | Jalisco   | Estadio La Martinica, León de Los Aldama |                                     |
|                                                      | Goncálves 64', 73' · Martínez 80' |           | Ayala 61' | Árbitro(s): Enrique Mendoza Guillén      | Árbitro(s): Enrique Mendoza Guillén |
| Jalisco desciende a la Segunda División. Global 4-3. |                                   |           |           |                                          |                                     |

## Final

### Ida
| 1     | POR   | Pilar Reyes         |     |
| 2     | DEF   | Jorge García        |     |
| 3     | DEF   | Osvaldo Batocletti  |     |
| 4     | DEF   | Raúl Ruiz           |     |
| 17    | DEF   | José Luis Herrera   |     |
| 19    | MED   | Salvador Carrillo   |     |
| 15    | MED   | Sergio Orduña       | 74' |
| 8     | MED   | Tomás Boy           |     |
| 7     | DEL   | Gerónimo Barbadillo |     |
| 9     | DEL   | Alfredo Jiménez     |     |
| 11    | DEL   | Héctor Hugo Eugui   | 62' |
| D. T. | D. T. | Claudio Lostanau    |     |

| 1     | POR   | Miguel Marín          |     |
| 2     | DEF   | Ignacio Flores        |     |
| 13    | DEF   | Bardomiano Viveros    |     |
| 5     | DEF   | Miguel Ángel Cornero  |     |
| 14    | DEF   | Rafael Toribio        |     |
| 6     | MED   | Guillermo Mendizábal  |     |
| 7     | MED   | Carlos Jara Saguier   |     |
| 8     | MED   | Gerardo Lugo          |     |
| 9     | DEL   | Rodolfo Montoya       |     |
| 10    | DEL   | Horacio López Salgado | 71' |
| 11    | DEL   | José Luis Ceballos    |     |
| D. T. | D. T. | Ignacio Trelles       |     |

| 10 | Delantero      | Edu                 | 62' |
| 6  | Centrocampista | Roberto Gómez Junco | 74' |

| 19 | Centrocampista | Miguel Rosas | 71' |

| 86' | Rodolfo Montoya | 0:1 |

| Principal | Enrique Mendoza Guillén |

| 1     | POR   | Pilar Reyes         |     |
| 2     | DEF   | Jorge García        |     |
| 3     | DEF   | Osvaldo Batocletti  |     |
| 4     | DEF   | Raúl Ruiz           |     |
| 17    | DEF   | José Luis Herrera   |     |
| 19    | MED   | Salvador Carrillo   |     |
| 15    | MED   | Sergio Orduña       | 74' |
| 8     | MED   | Tomás Boy           |     |
| 7     | DEL   | Gerónimo Barbadillo |     |
| 9     | DEL   | Alfredo Jiménez     |     |
| 11    | DEL   | Héctor Hugo Eugui   | 62' |
| D. T. | D. T. | Claudio Lostanau    |     |

| 1     | POR   | Miguel Marín          |     |
| 2     | DEF   | Ignacio Flores        |     |
| 13    | DEF   | Bardomiano Viveros    |     |
| 5     | DEF   | Miguel Ángel Cornero  |     |
| 14    | DEF   | Rafael Toribio        |     |
| 6     | MED   | Guillermo Mendizábal  |     |
| 7     | MED   | Carlos Jara Saguier   |     |
| 8     | MED   | Gerardo Lugo          |     |
| 9     | DEL   | Rodolfo Montoya       |     |
| 10    | DEL   | Horacio López Salgado | 71' |
| 11    | DEL   | José Luis Ceballos    |     |
| D. T. | D. T. | Ignacio Trelles       |     |

| 10 | Delantero      | Edu                 | 62' |
| 6  | Centrocampista | Roberto Gómez Junco | 74' |

| 19 | Centrocampista | Miguel Rosas | 71' |

| 86' | Rodolfo Montoya | 0:1 |

| Principal | Enrique Mendoza Guillén |

| 1     | POR   | Pilar Reyes         |     |
| 2     | DEF   | Jorge García        |     |
| 3     | DEF   | Osvaldo Batocletti  |     |
| 4     | DEF   | Raúl Ruiz           |     |
| 17    | DEF   | José Luis Herrera   |     |
| 19    | MED   | Salvador Carrillo   |     |
| 15    | MED   | Sergio Orduña       | 74' |
| 8     | MED   | Tomás Boy           |     |
| 7     | DEL   | Gerónimo Barbadillo |     |
| 9     | DEL   | Alfredo Jiménez     |     |
| 11    | DEL   | Héctor Hugo Eugui   | 62' |
| D. T. | D. T. | Claudio Lostanau    |     |

| 1     | POR   | Miguel Marín          |     |
| 2     | DEF   | Ignacio Flores        |     |
| 13    | DEF   | Bardomiano Viveros    |     |
| 5     | DEF   | Miguel Ángel Cornero  |     |
| 14    | DEF   | Rafael Toribio        |     |
| 6     | MED   | Guillermo Mendizábal  |     |
| 7     | MED   | Carlos Jara Saguier   |     |
| 8     | MED   | Gerardo Lugo          |     |
| 9     | DEL   | Rodolfo Montoya       |     |
| 10    | DEL   | Horacio López Salgado | 71' |
| 11    | DEL   | José Luis Ceballos    |     |
| D. T. | D. T. | Ignacio Trelles       |     |

| 10 | Delantero      | Edu                 | 62' |
| 6  | Centrocampista | Roberto Gómez Junco | 74' |

| 19 | Centrocampista | Miguel Rosas | 71' |

| 86' | Rodolfo Montoya | 0:1 |

| Principal | Enrique Mendoza Guillén |

| 1     | POR   | Pilar Reyes         |     |
| 2     | DEF   | Jorge García        |     |
| 3     | DEF   | Osvaldo Batocletti  |     |
| 4     | DEF   | Raúl Ruiz           |     |
| 17    | DEF   | José Luis Herrera   |     |
| 19    | MED   | Salvador Carrillo   |     |
| 15    | MED   | Sergio Orduña       | 74' |
| 8     | MED   | Tomás Boy           |     |
| 7     | DEL   | Gerónimo Barbadillo |     |
| 9     | DEL   | Alfredo Jiménez     |     |
| 11    | DEL   | Héctor Hugo Eugui   | 62' |
| D. T. | D. T. | Claudio Lostanau    |     |

| 1     | POR   | Miguel Marín          |     |
| 2     | DEF   | Ignacio Flores        |     |
| 13    | DEF   | Bardomiano Viveros    |     |
| 5     | DEF   | Miguel Ángel Cornero  |     |
| 14    | DEF   | Rafael Toribio        |     |
| 6     | MED   | Guillermo Mendizábal  |     |
| 7     | MED   | Carlos Jara Saguier   |     |
| 8     | MED   | Gerardo Lugo          |     |
| 9     | DEL   | Rodolfo Montoya       |     |
| 10    | DEL   | Horacio López Salgado | 71' |
| 11    | DEL   | José Luis Ceballos    |     |
| D. T. | D. T. | Ignacio Trelles       |     |

| 10 | Delantero      | Edu                 | 62' |
| 6  | Centrocampista | Roberto Gómez Junco | 74' |

| 19 | Centrocampista | Miguel Rosas | 71' |

| 86' | Rodolfo Montoya | 0:1 |

| Principal | Enrique Mendoza Guillén |

### Vuelta
| 1     | POR   | Miguel Marín         |     |
| 2     | DEF   | Ignacio Flores       |     |
| 13    | DEF   | Bardomiano Viveros   |     |
| 5     | DEF   | Miguel Ángel Cornero |     |
| 14    | DEF   | Rafael Toribio       |     |
| 6     | MED   | Guillermo Mendizábal |     |
| 7     | MED   | Carlos Jara Saguier  |     |
| 8     | MED   | Gerardo Lugo         |     |
| 9     | DEL   | Rodolfo Montoya      |     |
| 17    | DEL   | Adrián Camacho       | 66' |
| 11    | DEL   | José Luis Ceballos   |     |
| D. T. | D. T. | Ignacio Trelles      |     |

| 1     | POR   | Pilar Reyes          |     |
| 2     | DEF   | Jorge García         |     |
| 22    | DEF   | Miguel Ángel Robledo |     |
| 4     | DEF   | Raúl Ruiz            | 84' |
| 17    | DEF   | José Luis Herrera    |     |
| 19    | MED   | Salvador Carrillo    |     |
| 6     | MED   | Roberto Gómez Junco  | 78' |
| 15    | MED   | Sergio Orduña        | 70' |
| 8     | MED   | Tomás Boy            |     |
| 7     | DEL   | Gerónimo Barbadillo  |     |
| 18    | DEL   | Juan Manuel Azuara   |     |
| D. T. | D. T. | Claudio Lostanau     |     |

| 19 | Centrocampista | Miguel Rosas | 66' |

| 9  | Delantero  | Alfredo Jiménez | 70' |
| 10 | Delantero  | Edu             | 78' |
| 12 | Guardameta | Mateo Bravo     | 84' |

| 4' · 11' · 56' | Adrián Camacho Rodolfo Montoya | 1:0 2:0 3:1 |

| 52' · 80' · 86' | Gerónimo Barbadillo Alfredo Jiménez Juan Manuel Azuara | 2:1 3:2 3:3 |

| Principal  | Marcel Pérez Guevara |
| Asistentes | Fermín Ramírez       |
|            | Joaquín Urrea        |

| 1     | POR   | Miguel Marín         |     |
| 2     | DEF   | Ignacio Flores       |     |
| 13    | DEF   | Bardomiano Viveros   |     |
| 5     | DEF   | Miguel Ángel Cornero |     |
| 14    | DEF   | Rafael Toribio       |     |
| 6     | MED   | Guillermo Mendizábal |     |
| 7     | MED   | Carlos Jara Saguier  |     |
| 8     | MED   | Gerardo Lugo         |     |
| 9     | DEL   | Rodolfo Montoya      |     |
| 17    | DEL   | Adrián Camacho       | 66' |
| 11    | DEL   | José Luis Ceballos   |     |
| D. T. | D. T. | Ignacio Trelles      |     |

| 1     | POR   | Pilar Reyes          |     |
| 2     | DEF   | Jorge García         |     |
| 22    | DEF   | Miguel Ángel Robledo |     |
| 4     | DEF   | Raúl Ruiz            | 84' |
| 17    | DEF   | José Luis Herrera    |     |
| 19    | MED   | Salvador Carrillo    |     |
| 6     | MED   | Roberto Gómez Junco  | 78' |
| 15    | MED   | Sergio Orduña        | 70' |
| 8     | MED   | Tomás Boy            |     |
| 7     | DEL   | Gerónimo Barbadillo  |     |
| 18    | DEL   | Juan Manuel Azuara   |     |
| D. T. | D. T. | Claudio Lostanau     |     |

| 19 | Centrocampista | Miguel Rosas | 66' |

| 9  | Delantero  | Alfredo Jiménez | 70' |
| 10 | Delantero  | Edu             | 78' |
| 12 | Guardameta | Mateo Bravo     | 84' |

| 4' · 11' · 56' | Adrián Camacho Rodolfo Montoya | 1:0 2:0 3:1 |

| 52' · 80' · 86' | Gerónimo Barbadillo Alfredo Jiménez Juan Manuel Azuara | 2:1 3:2 3:3 |

| Principal  | Marcel Pérez Guevara |
| Asistentes | Fermín Ramírez       |
|            | Joaquín Urrea        |

| 1     | POR   | Miguel Marín         |     |
| 2     | DEF   | Ignacio Flores       |     |
| 13    | DEF   | Bardomiano Viveros   |     |
| 5     | DEF   | Miguel Ángel Cornero |     |
| 14    | DEF   | Rafael Toribio       |     |
| 6     | MED   | Guillermo Mendizábal |     |
| 7     | MED   | Carlos Jara Saguier  |     |
| 8     | MED   | Gerardo Lugo         |     |
| 9     | DEL   | Rodolfo Montoya      |     |
| 17    | DEL   | Adrián Camacho       | 66' |
| 11    | DEL   | José Luis Ceballos   |     |
| D. T. | D. T. | Ignacio Trelles      |     |

| 1     | POR   | Pilar Reyes          |     |
| 2     | DEF   | Jorge García         |     |
| 22    | DEF   | Miguel Ángel Robledo |     |
| 4     | DEF   | Raúl Ruiz            | 84' |
| 17    | DEF   | José Luis Herrera    |     |
| 19    | MED   | Salvador Carrillo    |     |
| 6     | MED   | Roberto Gómez Junco  | 78' |
| 15    | MED   | Sergio Orduña        | 70' |
| 8     | MED   | Tomás Boy            |     |
| 7     | DEL   | Gerónimo Barbadillo  |     |
| 18    | DEL   | Juan Manuel Azuara   |     |
| D. T. | D. T. | Claudio Lostanau     |     |

| 19 | Centrocampista | Miguel Rosas | 66' |

| 9  | Delantero  | Alfredo Jiménez | 70' |
| 10 | Delantero  | Edu             | 78' |
| 12 | Guardameta | Mateo Bravo     | 84' |

| 4' · 11' · 56' | Adrián Camacho Rodolfo Montoya | 1:0 2:0 3:1 |

| 52' · 80' · 86' | Gerónimo Barbadillo Alfredo Jiménez Juan Manuel Azuara | 2:1 3:2 3:3 |

| Principal  | Marcel Pérez Guevara |
| Asistentes | Fermín Ramírez       |
|            | Joaquín Urrea        |

| 1     | POR   | Miguel Marín         |     |
| 2     | DEF   | Ignacio Flores       |     |
| 13    | DEF   | Bardomiano Viveros   |     |
| 5     | DEF   | Miguel Ángel Cornero |     |
| 14    | DEF   | Rafael Toribio       |     |
| 6     | MED   | Guillermo Mendizábal |     |
| 7     | MED   | Carlos Jara Saguier  |     |
| 8     | MED   | Gerardo Lugo         |     |
| 9     | DEL   | Rodolfo Montoya      |     |
| 17    | DEL   | Adrián Camacho       | 66' |
| 11    | DEL   | José Luis Ceballos   |     |
| D. T. | D. T. | Ignacio Trelles      |     |

| 1     | POR   | Pilar Reyes          |     |
| 2     | DEF   | Jorge García         |     |
| 22    | DEF   | Miguel Ángel Robledo |     |
| 4     | DEF   | Raúl Ruiz            | 84' |
| 17    | DEF   | José Luis Herrera    |     |
| 19    | MED   | Salvador Carrillo    |     |
| 6     | MED   | Roberto Gómez Junco  | 78' |
| 15    | MED   | Sergio Orduña        | 70' |
| 8     | MED   | Tomás Boy            |     |
| 7     | DEL   | Gerónimo Barbadillo  |     |
| 18    | DEL   | Juan Manuel Azuara   |     |
| D. T. | D. T. | Claudio Lostanau     |     |

| 19 | Centrocampista | Miguel Rosas | 66' |

| 9  | Delantero  | Alfredo Jiménez | 70' |
| 10 | Delantero  | Edu             | 78' |
| 12 | Guardameta | Mateo Bravo     | 84' |

| 4' · 11' · 56' | Adrián Camacho Rodolfo Montoya | 1:0 2:0 3:1 |

| 52' · 80' · 86' | Gerónimo Barbadillo Alfredo Jiménez Juan Manuel Azuara | 2:1 3:2 3:3 |

| Principal  | Marcel Pérez Guevara |
| Asistentes | Fermín Ramírez       |
|            | Joaquín Urrea        |

| Campeón Primera División 1979-80 |
| -------------------------------- |
|                                  |
| Cruz Azul                        |
| 7.o título                       |